# Torsten Schack Pedersen
Torsten Schack Pedersen (født d. 26. juni 1976 i Thisted) er en dansk politiker, der har været medlem af Folketinget siden 2005 og minister for samfundssikkerhed og beredskab siden 2024. Han er valgt for Venstre i Thistedkredsen og blev i 2019 genvalgt med 8.602 stemmer. Han var fra november 2023 partiets politiske ordfører frem til 29. august 2024 hvor han tiltrådte som minister for samfundssikkerhed og beredskab.
Efter Folketingsvalget i 2019 blev han Venstres ordfører for erhverv og fiskeri.
Torsten er næstformand for Folketingets finansudvalg og er desuden medlem af erhvervsudvalget, miljø- og fødevareudvalget samt skatteudvalget. Han er derudover siden 2016 været medlem af Landsskatteretten.
Inden han blev valgt i Folketinget, var Torsten formand for Venstres Ungdom i Thy og senere Venstres Ungdom i København, hvorefter han var landsformand for Venstres Ungdom i 2001-2003. Fra 2003-2005 var Torsten selvstændig og drev en kommunikationsvirksomhed.

## Baggrund
Torsten Schack Pedersen er søn af bankbestyrer Niels Johan Pedersen og advokatsekretær Linda Schack Pedersen. Han er gift med folketingsmedlem Louise Schack Elholm (V), som han har to børn med. Familien har bopæl i Sorø.
Han er cand.polit. fra Københavns Universitet i 2004.